# Jiří Křižák
Jiří Křižák (22 maggio 1924 – 5 maggio 1981) è stato un calciatore cecoslovacco, di ruolo attaccante.

## Carriera

### Club
Ha sempre giocato nel campionato cecoslovacco.

### Nazionale
Ha collezionato 3 presenze in Nazionale.